# John Forsyth
John Forsyth, Sr. (Fredericksburg, 22 de outubro de 1780 – Washington, D.C., 21 de outubro de 1841) foi um advogado e político norte-americano que serviu como senador, membro da Câmara dos Representantes e governador do estado da Geórgia, além de Secretário de Estado dos Estados Unidos durante as presidências de Andrew Jackson e Martin van Buren.
Forsyth nasceu em Fredericksburg, Virgínia, filho de um delegado federal. Ele estudou direito na Faculdade de Nova Jérsei, se formando em 1799. Ele depois foi eleito duas vezes para a Câmara dos Representantes e duas vezes para o senado, também se elegendo como o 33º governador da Geórgia.
Era um grande apoiador de Jackson e se opôs a John C. Calhoun na questão da nulificação. Por seus esforços e lealdade o presidente o nomeou em 1834 para o cargo de Secretário de Estado, que manteve também durante toda a presidência de Martin van Buren. No cargo Forsyth liderou a resposta do governo ao caso da escuna La Amistad.
Forsyth apoiava a escravidão e inclusive era dono de escravos. Ele morreu um dia antes de seu aniversário de 61 anos em Washington, D.C., sendo enterrado no Cemitério Congressional.